# Liborius von Frank
Liborius Ritter von Frank (Split, 5. listopada 1848. – Graz, 17. prosinca 1933.) je bio austrougarski general i vojni zapovjednik. Tijekom Prvog svjetskog rata zapovijedao je 5. armijom na Balkanskom bojištu.  

## Vojna karijera
Liborius von Frank rođen je 5. listopada 1848. u Splitu. Nakon završetka Kadetske vojne škole u Rijeci, pohađa Terezijansku vojnu akademiju, te služi u raznim vojnim jedinicama. Čin poručnika dostigao je 1869. godine, te s navedenim činom od 1874. služi pri Glavnom stožeru. Od 1883. predaje taktiku na Terezijanskoj vojnoj akademiji, dok od 1887. s činom bojnika ponovno služi u Glavnom stožeru. U studenom 1892. promaknut je u čin pukovnika, dok 1895. dobiva zapovjedništvo nad 71. pješačkom pukovnijom. Navedenom pukovnijom zapovijeda do 1898. kada postaje zapovjednikom 56. pješačke brigade kojom zapovijeda do 1903. kada postaje zapovjednikom 1. pješačke divizije. U međuvremenu je, i to 1898., unaprijeđen u general bojnika, te u svibnju 1903. u podmaršala. U studenom 1908. promaknut je u čin generala pješaštva, te postaje zapovjednikom VII. korpusa kojim zapovijeda do 1910. kada postaje vojnim inspektorom austrougarske vojske koju dužnost obavlja do početka Prvog svjetskog rata.

## Prvi svjetski rat
Na početku Prvog svjetskog rata Frank je imenovan zapovjednikom 5. armije koja se nalazila na Balkanskom bojištu. Peta armija držala je položaje usmjerene prema sjeverozapadnom dijelu Srbije, te je trebala djelovati zajedno s 2. armijom koja se nalazila na njenom lijevom krilu.
Frank je s 5. armijom u noći 11. kolovoza 1914.  prešao Drinu i ušao u Srbiju s konačnim ciljem zauzimanja Valjeva. Prema planu sa sjevera je dolinom Morave trebala napredovati 2. armija, ali se to nije dogodilo jer je ista zbog ranije ruske mobilizacije upućena na Istočno bojište. Shvativši da im od 2. armije ne prijeti opasnost srpski Glavni stožer premjestio je srpsku 2. armiju prema zapadu i planini Cer. U međuvremenu, Frankov XIII. korpus je uspio zauzeti Krupanj, dok je Frank uspio 17. kolovoza 1914. zauzeti dio Cera. Međutim, idućeg dana srpska 2. armija pod zapovjedništvom Stepe Stepanovića krenula je protunapad, te je u Cerskoj bitci porazila i potisnula austrougarske snage. Zbog napredovanja srpske vojske prijetila je opasnost da cjelokupni VIII. korpus 5. armije bude opkoljen tako da se Frank do 23. kolovoza 1914. morao povući sa srpskog teritorija.
Frank je s 5. armijom ponovno prešao Drinu 5. rujna 1914., te je s VIII. korpusom uspostavio mostobran na istočnoj obali Drine, dok je južnije XIII. korpus probio srpske položaje kod Zvornika. Međutim, srpski Glavni stožer je ponovno pokrenuo protunapad, te je u Bitci na Drini zaustavio austrougarsko napredovanje, iako austrougarske jedinice nije uspio u potpunosti izbaciti sa srpskog teritorija.
U novi, treći napad na Srbiju Frank je s 5. armijom krenuo početkom studenog 1914. Ovaj put srpska vojska nije uspjela zaustaviti austrougarsko napredovanje. Jedinice 5. armije su tako prešle Kolubaru, te je srpski Glavni stožer bio prisiljen napustiti Beograd u koji su jedinice 5. armije ušle 1. prosinca 1914. godine. Međutim, srpski Glavni stožer je ponovno pokrenuo protunapad. Ovaj put je srpska 1. armija pod zapovjedništvom Živojina Mišića prodrla u prazninu koja se stvorila između 5. i 6. armije te u Kolubarskoj bitci nanijela austrougarskim jedinicama novi teški poraz. Oskar Potiorek, zapovjednik Balkanske vojske i 6. armije morao je narediti povlačenje, te se Frank s 5. armijom povukao sa srpskog teritorija. Zbog novog austrougarskog poraza Frank je 27. prosinca 1914. smijenjen s položaja zapovjednika 5. armije.

## Poslije rata
Nakon smjene s mjesta zapovjednika 5. armije Frank je s 1. siječnjem 1915. umirovljen. Preminuo je 26. veljače 1935. u 87. godini života u Grazu.

## Vanjske poveznice
(eng.) Liborius von Frank na stranici Oocities.org

(rus.) Liborius von Frank na stranici Hrono.ru

(njem.) Liborius von Frank na stranici Weltkriege.at
| Prethodnik: | Zapovjednik 5. armije Liborius von Frank | Nasljednik:      |
| nitko       | Zapovjednik 5. armije Liborius von Frank | nadvojvoda Eugen |